# ناحیه اوکاوکا، شهرستان هندرسون، ایلینوی
ناحیه اوکاوکا (به انگلیسی: Oquawka Township) یک منطقهٔ مسکونی در ایالات متحده آمریکا است که در شهرستان هندرسون، ایلینوی واقع شده‌است. ناحیه اوکاوکا ۱۷۳ متر بالاتر از سطح دریا واقع شده‌است.